# Abdul Fatawu Dauda
Abdul Fatawu Dauda (Obuasi, 6 aprile 1985) è un ex calciatore ghanese, di ruolo portiere, preparatore dei portieri della nazionale sudanese.

## Carriera
Inizia la sua carriera calcistica nel 2004 con l'Okwawu United. Nel 2006 passa all'Ashanti Gold SC nella sua città natale Obuasi.
Ha fatto parte dell'All Star Team 2007 del campionato ghanese di calcio.
Nel 2008 è entrato nelle nomination come portiere dell'anno in Ghana.
Ha fatto parte della rosa della Nazionale di calcio del Ghana nella Coppa d'Africa 2008 come terzo portiere.